# Zeilen op de Olympische Zomerspelen 2012
Zeilen is een van de sporten die beoefend werden tijdens de Olympische Zomerspelen 2012 in Londen. De wedstrijden vonden van 28 juli tot en met 11 augustus plaats voor de kust van Weymouth and Portland in Zuidwest-Engeland. De Weymouth and Portland National Sailing Academy, op het schiereiland Isle of Portland, was het centrum vanwaaruit de organisatie plaatsvond.

## Kwalificatie
Er mochten maximaal 380 zeilers aan de wedstrijden deelnemen, 143 vrouwen en 237 mannen. Elk land mocht maximaal een boot per klasse afvaardigen, wat een maximum van zestien deelnemers per land inhield. Gastland Groot-Brittannië mocht in elke klasse een boot afvaardigen en in totaal dus zestien deelnemers. De belangrijkste kwalificatiewedstrijd was de wereldkampioenschappen zeilen 2011 in Fremantle (nabij Perth), Australië waar 75% van de quotaplaatsen per klasse werden vergeven. De overige 25% van de quotaplaatsen werden vergeven op wereldkampioenschappen per klasse in 2012. Wanneer er in 2012 in een klasse geen wereldkampioenschap plaatsvond, dan schreef de International Sailing Federation een kwalificatieregatta uit.

### Mannen
| Bootklasse             | Boottype | WK 2011 | WK 2012 | Gastland | Totaal (boten) | Totaal (atleten) |
| ---------------------- | -------- | ------- | ------- | -------- | -------------- | ---------------- |
| Plankzeilen            | RS:X     | 28      | 9       | 1        | 38             | 38               |
| Eenpersoonsjol         | Laser    | 35      | 12      | 1        | 48             | 48               |
| Eenpersoonsjol (zwaar) | Finn     | 18      | 6       | 1        | 25             | 25               |
| Tweepersoonsjol        | 470      | 19      | 7       | 1        | 27             | 54               |
| Tweepersoonsjol (hp) * | 49er     | 14      | 5       | 1        | 20             | 40               |
| Kielboot               | Star     | 11      | 4       | 1        | 16             | 32               |
| Totaal                 | Totaal   | 125     | 43      | 6        | 174            | 237              |

* (hp) = high performance

### Vrouwen
| Bootklasse      | Boottype     | WK 2011 | WK 2012 | Gastland | Totaal (boten) | Totaal (atleten) |
| --------------- | ------------ | ------- | ------- | -------- | -------------- | ---------------- |
| Plankzeilen     | RS:X         | 20      | 7       | 1        | 28             | 28               |
| Eenpersoonsjol  | Laser Radial | 29      | 9       | 1        | 39             | 39               |
| Tweepersoonsjol | 470          | 14      | 5       | 1        | 20             | 40               |
| Kielboot        | Elliott 6m * | 8       | 3       | 1        | 12             | 36               |
| Totaal          | Totaal       | 71      | 24      | 4        | 99             | 143              |

## Programma
De wedstrijden begonnen elke dag om 13:00 (MEZT).
|  | Wedstrijden | Goud | Finale/medaillerace |

| Onderdeel        | Juli/Augustus | Juli/Augustus | Juli/Augustus | Juli/Augustus | Juli/Augustus | Juli/Augustus | Juli/Augustus | Juli/Augustus | Juli/Augustus | Juli/Augustus | Juli/Augustus | Juli/Augustus | Juli/Augustus | Juli/Augustus |
| Onderdeel        | 29            | 30            | 31            | 1             | 2             | 3             | 4             | 5             | 6             | 7             | 8             | 9             | 10            | 11            |
| ---------------- | ------------- | ------------- | ------------- | ------------- | ------------- | ------------- | ------------- | ------------- | ------------- | ------------- | ------------- | ------------- | ------------- | ------------- |
| RS:X (m)         |               |               |               |               |               |               |               |               |               | Goud          |               |               |               |               |
| Laser (m)        |               |               |               |               |               |               |               |               | Goud          |               |               |               |               |               |
| Finn (m)         |               |               |               |               |               |               |               | Goud          |               |               |               |               |               |               |
| 470 (m)          |               |               |               |               |               |               |               |               |               |               |               | Goud          |               |               |
| 49er (m)         |               |               |               |               |               |               |               |               |               |               | Goud          |               |               |               |
| Star (m)         |               |               |               |               |               |               |               | Goud          |               |               |               |               |               |               |
|                  |               |               |               |               |               |               |               |               |               |               |               |               |               |               |
| RS:X (v)         |               |               |               |               |               |               |               |               |               | Goud          |               |               |               |               |
| Laser Radial (v) |               |               |               |               |               |               |               |               | Goud          |               |               |               |               |               |
| 470 (v)          |               |               |               |               |               |               |               |               |               |               |               |               | Goud          |               |
| Elliott 6m (v) * |               |               |               |               |               |               |               |               |               |               |               |               |               | Goud          |
| Totaal           |               |               |               |               |               |               |               | 2             | 2             | 2             | 1             | 1             | 1             | 1             |

* De Elliott 6m werd door middel van matchracen gezeild, de overige klassen door middel van fleetracen.

## Medailles

### Mannen
| Onderdeel   | Goud | Goud                          | Zilver | Zilver                       | Brons | Brons                             |
| ----------- | ---- | ----------------------------- | ------ | ---------------------------- | ----- | --------------------------------- |
| RS:X        | NED  | Dorian van Rijsselberghe      | GBR    | Nick Dempsey                 | POL   | Przemysław Miarczyński            |
| Laser       | AUS  | Tom Slingsby                  | CYP    | Pavlos Kontides              | SWE   | Rasmus Mygren                     |
| Finn        | GBR  | Ben Ainslie                   | DEN    | Jonas Høgh-Christensen       | FRA   | Jonathan Lobert                   |
| 470         | AUS  | Mathew Belcher Malcolm Page   | GBR    | Stuart Bithell Luke Patience | ARG   | Lucas Calabrese Juan de la Fuente |
| Star        | SWE  | Fredrik Lööf Max Salminen     | GBR    | Iain Percy Andrew Simpson    | BRA   | Bruno Prada Robert Scheidt        |
|             |      |                               |        |                              |       |                                   |
| 49er (open) | AUS  | Iain Jensen Nathan Outteridge | NZL    | Peter Burling Blair Tuke     | DEN   | Peter Lang Allan Norregaard       |

### Vrouwen
| Onderdeel    | Goud | Goud                                         | Zilver | Zilver                                  | Brons | Brons                                      |
| ------------ | ---- | -------------------------------------------- | ------ | --------------------------------------- | ----- | ------------------------------------------ |
| RS:X         | ESP  | Marina Alabau                                | FIN    | Tuuli Petäjä                            | POL   | Zofia Klepacka                             |
| Laser Radial | CHN  | Xu Lijia                                     | NED    | Marit Bouwmeester                       | BEL   | Evi Van Acker                              |
| 470          | NZL  | Jo Aleh Polly Powrie                         | GBR    | Saskia Clark Hannah Mills               | NED   | Lobke Berkhout Lisa Westerhof              |
| Elliott 6m   | ESP  | Támara Echegoyen Ángela Pumariega Sofía Toro | AUS    | Nina Curtis Olivia Price Lucinda Whitty | FIN   | Silja Kanerva Silja Lehtinen Mikaela Wulff |

### Medaillespiegel
| Plaats | Land             | NOC    | Goud | Zilver | Brons | Totaal |
| ------ | ---------------- | ------ | ---- | ------ | ----- | ------ |
| 1      | Australië        | AUS    | 3    | 1      | 0     | 4      |
| 2      | Spanje           | ESP    | 2    | 0      | 0     | 2      |
| 3      | Groot-Brittannië | GBR    | 1    | 4      | 0     | 5      |
| 4      | Nederland        | NED    | 1    | 1      | 1     | 3      |
| 5      | Nieuw-Zeeland    | NZL    | 1    | 1      | 0     | 2      |
| 6      | Zweden           | SWE    | 1    | 0      | 1     | 2      |
| 7      | China            | CHN    | 1    | 0      | 0     | 1      |
| 8      | Denemarken       | DEN    | 0    | 1      | 1     | 2      |
| 8      | Finland          | FIN    | 0    | 1      | 1     | 2      |
| 10     | Cyprus           | CYP    | 0    | 1      | 0     | 1      |
| 11     | Polen            | POL    | 0    | 0      | 2     | 2      |
| 12     | België           | BEL    | 0    | 0      | 1     | 1      |
| 12     | Brazilië         | BRA    | 0    | 0      | 1     | 1      |
| 12     | Frankrijk        | FRA    | 0    | 0      | 1     | 1      |
| Totaal | Totaal           | Totaal | 10   | 10     | 10    | 30     |